# Labirinto magico
Il Labirinto magico (nome originale: "Das verrückte Labyrinth") è un gioco da tavolo ideato da Max J. Kobbert pubblicato nel 1986 dalla Ravensburger.

## Scopo del gioco
I giocatori si mettono in cammino in un labirinto "incantato". Ognuno va alla ricerca di oggetti procedendo con abili spostamenti nei percorsi del labirinto magico. Chi per primo riesce a scoprire tutti gli oggetti e ritornare al suo punto di partenza, ha vinto il gioco

## Regole

### Preparazione
La plancia di gioco è formata da un quadrato di lato 7 tessere, con 16 tessere fisse più 34 libere, ossia una in più del quadrato. Le tessere libere vanno poste a caso sulla plancia, mettendo da parte la tessera in più. Ciascun giocatore (da 2 a 4) sceglie una pedina (rossa, verde, gialla o blu) e la pone nell'angolo corrispondente al proprio colore. Il gioco mette a disposizione 24 carte obiettivo rappresentanti altrettanti oggetti raffigurati sulla plancia in stile medievale/fantasy. Il primo giocatore prende la tessera in più e inizia il turno.

### Turno
Il giocatore di turno pesca una carta obiettivo: ciascuna carta rappresenta un oggetto presente sulle tessere del labirinto. Poi prende la tessera in più e fa scorrere la riga corrispondente con il fine di rendere raggiungibile l'oggetto obiettivo dalla posizione della sua pedina. Infine, il giocatore sposta la propria pedina fino alla posizione dell'obiettivo, se possibile, o avvicinandosi il più possibile. Se l'obiettivo è raggiunto, volta la propria carta che vale un punto e prosegue la ricerca pescando una nuova carta, la tessera in più e ripetendo il tutto. Altrimenti passa la mano al giocatore successivo, che pesca una carta obiettivo e la tessera in più.
È possibile giocare sia con le carte coperte che scoperte.

#### Casi particolari
La pedina di un giocatore precedente che è su una tessera mobile rimane sulla stessa, anche se essa debba essere quella in più.

### Fine del gioco
Essendo presenti 24 carte obiettivo, il vincitore è:
- il primo che raggiunge 12 obiettivi, con 2 partecipanti;
- il primo che raggiunge 8 obiettivi, con 3 partecipanti;
- il primo che raggiunge 6 obiettivi, con 4 partecipanti.

## Varianti
Dal gioco base sono derivate: 
- Labyrinth, Il Duello, per uno o due giocatori;
- Il Labirinto Magico, gioco di carte, in cui le meccaniche di gioco sono riprodotte mediante delle carte che i giocatori pescano anziché col tabellone;
- del 1991 è I Maestri del Labirinto (Das Labyrinth der Meister) con regole più complesse (fuori catalogo);
- Labirinto Magico Junior, che mantiene le medesime regole ma ha un tabellone con un numero ridotto di tessere;
- del 2006 è Ventesimo Anniversario più rifinita, ma analoga nelle regole al gioco base;
- del 2016 è Trentesimo Anniversario, limited edition con la modalità di gioco alternativa NOTTE: carte, pedine e tabellone sono fluorescenti e al buio appaiono simboli e obbiettivi aggiuntivi, non visibili con la luce normale. Inoltre le miniature di plastica dei quattro maghi sono state rimpiazzate da pedine in cartoncino.

Esistono anche numerose versioni "a tema": Principesse Disney, Star Wars, Frozen, Harry Potter, Pokémon, Super Mario e Avatar. Quest'ultima si distingue perché il labirinto e gli obiettivi sono disegnati e colorati con la tecnica 3D, così da poter essere visti con gli speciali occhialini rosso/blu per percepirli in rilievo.

## Premi e riconoscimenti
Labirinto Magico Master (Master Labyrinth) ha vinto i seguenti premi:
- 1991 - Arets Spil Best Family Game;
- 1991 - Deutscher Spiele Preis;
- 1991 - Mensa Select;
- 1991 - Spiel des Jahres: Premio Gioco più bello.